# Nederlands kampioenschap shorttrack 1982
Het Nederlands Kampioenschap Shorttrack 1982 werd gehouden in de stad Den Haag.
De tweede titel werd behaald door Tjerk Terpstra, voor Menno Boelsma en voor Charles Veldhoven. Bij de vrouwen werd de wedstrijd gewonnen door Ingrid Marcusse, voor Boukje Keulen en Astrid Borst. Er was ook een kampioenschap voor junioren. Deze werd bij de jongens gewonnen door Richard Suyten, ondanks dat er een deelnemer was en bij de meisjes door Jolanda Grimbergen waar ook een deelneemster was.

## Resultatenoverzicht
|                      | Goud               | Zilver        | Brons             |
| -------------------- | ------------------ | ------------- | ----------------- |
| Mannen Senioren      | Tjerk Terpstra     | Menno Boelsma | Charles Veldhoven |
| Vrouwen Senioren     | Ingrid Marcusse    | Boukje Keulen | Astrid Borst      |
| Jongens C/D Junioren | Richard Suyten     |               |                   |
| Meisjes C/D Junioren | Jolanda Grimbergen |               |                   |